# F.E.A.R. 2: Reborn
F.E.A.R. 2: Reborn (reborn с англ. — «перерождение») — компьютерная игра, шутер от первого лица, разработанный американской компанией Monolith Productions и выпущенный только в цифровом виде как загружаемый контент (DLC) 3 сентября 2009 года через сервисы цифровой дистрибуции Steam, Xbox Live Marketplace и PlayStation Network Store для PC, Xbox 360 и PlayStation 3 соответственно. «Reborn» — дополнение к «F.E.A.R. 2: Project Origin», сюжетный спин-офф, события которого разворачиваются параллельно событиям оригинала.
«F.E.A.R. 2: Reborn» — зависимое от «F.E.A.R. 2: Project Origin» дополнение, его установка возможна только при наличии установленной игры «Project Origin». «Reborn» содержит четыре однопользовательских уровня, а также добавляет в «Project Origin» один новый многопользовательский режим. «Reborn» является третьим и последним на данный момент загружаемым контентом, выпущенным для «Project Origin». Первый DLC — пакет (набор) карт «Toy Soldiers» (с англ. — «Игрушечные солдатики») — вышел 16 апреля, а второй DLC — тоже набор карт под названием «Armored Front» (с англ. — «Бронированный фронт») — вышел 21 мая.

## История разработки
Официальный анонс «F.E.A.R. 2: Reborn» состоялся 29 июля 2009 года, когда Лукас Майерс (англ. Lucas Myers), ассоциированный продюсер Monolith, дал небольшое интервью сайту IGN.com. Было сообщено о протагонисте игры, о количестве уровней, и других ключевых особенностях. Сообщалось, что дополнение поступит в продажу 27 августа 2009 года для Xbox 360 и PlayStation 3; о выходе «Reborn» для PC ничего сказано не было.
На следующий день, 30 июля, появилась новая информация по игре, а также первый тизер-трейлер. Кроме того, дата выхода была изменена с 27 августа на 3 сентября, а на 27 августа был назначен выпуск демоверсии. Было заявлено о наличии версии игры для ПК, однако не была известна его цена и точная дата выхода. Кроме четырёх одиночных уровней, было заявлено о новом многопользовательском режиме, который привнесёт в оригинал «Reborn».
20 августа 2009 года англоязычный игровой сайт GameZone опубликовал эксклюзивное интервью с Лукасом Майерсом. В интервью Майерс рассказал о том, что после релиза «F.E.A.R. 2: Project Origin» разработчики собрали и проанализировали отзывы пользователей и благодаря им попытались улучшить игровые ощущения «F.E.A.R. 2: Reborn». Майерс сообщил о том, что в «Reborn» будет изменён дизайн уровней — они станут более просторными, открытыми и нелинейными.
28 августа 2009 года в Xbox Live Marketplace и PlayStation Network Store была опубликована демонстрационная версия «Reborn» для Xbox 360 и PlayStation 3 соответственно. В этот же день был подтверждён выпуск PC-версии.
3 сентября 2009 года, как и было сообщено ранее, игра «F.E.A.R. 2: Reborn» стала доступной для покупки и загрузки в Steam, Xbox Live Marketplace и PlayStation Network Store для PC, Xbox 360 и PlayStation 3 соответственно. В Steam и PlayStation Network Store игра начала продаваться по цене $9.99, а в Xbox Live Marketplace — 800 Microsoft point. В Steam игра доступна на пяти языках: английском, французском, немецком, итальянском и испанском.
Незадолго до выхода «Reborn», доступ из России к странице игры «F.E.A.R. 2: Project Origin» на сайте Steam был заблокирован. Это не повлияло на возможность запуска «F.E.A.R. 2: Project Origin», однако ограничило доступ к дополнительному содержимому (в том числе, возможность купить дополнение «Reborn») После выхода дополнения доступ так и не был разблокирован, что вызвало негативную реакцию на форумах издателя. Дополнение «F.E.A.R. 2: Reborn» не было издано в России отдельно.
23 января 2010 года компания «Новый Диск» официально сообщила об отправке в печать издания «F.E.A.R. 2: Дополненное издание», в которое входит «F.E.A.R. 2: Project Origin» вместе со всеми вышедшими DLC и патчами, включая и «Reborn». 28 января, как и было сообщено при анонсе, «F.E.A.R. 2: Дополненное издание» появилось в продаже. Издание поставляется в джевел-упаковке и не требует Интернет-активации. Все составные игры данного издания полностью локализированы на русский язык.

## Геймплей
Игра «F.E.A.R. 2: Reborn» представляет собой шутер от первого лица и геймплейно повторяет оригинал «F.E.A.R. 2: Project Origin», однако внесено несколько изменений. В «Reborn» игрок лишен возможности использовать систему укрытий, которая присутствовала в оригинале. Отчасти это связано с изменившимися локациями и отсутствием необходимого количества объектов, которые можно использовать в качестве укрытий.
Вторым нововведением стал изменённый дизайн уровней. Локации в «Reborn» стали намного больше, шире, свободнее и нелинейнее, чем в оригинале. Например, в одном уровне игроку доступны несколько этажей небоскрёба, по которым он может вольно передвигаться и выборочно атаковать отряды врага. Благодаря такому редизайну изменилась тактика боя — теперь игрок часто может выбирать место и позицию нападения, использовать обходные манёвры, устраивать ловушки.
Ещё одним изменением стал переработанный HUD (элементы игрового интерфейса). Был убран «эффект шлема», который постоянно присутствовал в оригинале. Теперь элементы интерфейса, сообщающиеся о количестве здоровья, брони, энергии и боеприпасов, появляются лишь во время перестрелок.
Кроме изменений отдельных геймплейных элементов, была увеличена интенсивность сражений. Игровой ИИ врагов стал «умнее», боты активно используют укрытия и особенности уровней, агрессивно атакуют протагониста. Поэтому, благодаря улучшенному интеллекту и изменённому дизайну уровней, сложность игры заметно выросла по сравнению с оригиналом.
Как и в оригинале, в «Reborn» присутствует возможность управлять боевым роботом, причём игрок управляет им на самом начале игры. Как и в оригинале, игрок не привязан к роботу и может в любой момент покинуть его и перемещаться по уровню пешком.

## Мультиплеер
«F.E.A.R. 2: Reborn» — однопользовательское дополнение, и в нём нет многопользовательской игры. Однако он добавляет в многопользовательскую игру «F.E.A.R. 2: Project Origin» новый сетевой режим — «Slow-Mo Deathmatch» (с англ. — «детматч с замедлением времени»). В этом режиме игроки получают новую способность — замедление соперников на короткое время, что даёт им кратковременное преимущество в бою.

## Сюжет

### Основная кампания
Сюжетно «F.E.A.R. 2: Reborn» является дополнением, спин-оффом к оригинальной игре «F.E.A.R. 2: Project Origin», события «Reborn» разворачиваются параллельно оригиналу. Протагонистом в игре выступает клон, рядовой боец армии репликантов (солдат-клонов) под названием «Реплика» с позывным именем Фокстрот-813 (англ. Replica Foxtrot-813). В игре присутствует пять уровней.
События «Reborn» разворачиваются через небольшое время после ядерного взрыва, который произошёл в начале «F.E.A.R. 2: Project Origin». Фокстрот-813 совершает посадку на вражеские позиции войск корпорации «Армахем», которые размещены в комплексе недостроенных небоскрёбов в Оберне (англ. Auburn), районе города Фэйрпорт (англ. Fairport). Его задание состоит в поддержке наступления армии Реплики и защите передового командного пункта Сигма. При этом Фокстрот-813 прибывает на вражескую территорию на орбитальной капсуле, внутри которой находится боевой робот под названием «Elite Powered Armor». Орбитальная капсула приземляется на крыше недостроенного небоскрёба, захваченного врагами. Фокстрот с боями пробивается на нижние этажи. После этого ему приходится покинуть робота и по стреле крана перебраться на соседний небоскрёб, занятый союзными ему войсками Реплики. Там он добирается до мобильного командного пункта Сигма, встречает командира и получает задание починить рацию. Внезапно его посещают странные видения и галлюцинации, он оказывается в неком аналоге дополненной реальности, когда объекты и окружение реального мира смешиваются с объектами и окружением иллюзорного мира. В этой дополненной реальности Фокстрот-813 подвергается нападению сверхбыстрых солдат-привидений, похожих на клонов Реплики. Перебив призрачных клонов, Фокстрот видит Пакстона Феттела, одного из антагонистов F.E.A.R., который был убит в конце игры. Феттел говорит Фокстроту-813 о том, что Фокстрот — избранный, и что все остальные вокруг — «бесполезные призраки», а потом просит освободить его. После речи Феттела Фокстрот-813 «возвращается» в реальность и обнаруживает, что перебил всех солдат в командном пункте Сигма. Сразу после этого командир Реплики объявляет Фокстрота-813 «неисправным» и приказывает всем клонам немедленно уничтожить его. Также после данного инцидента Фокстроту-813 становится доступен режим «замедленного времени» (Bullet time), который является неотъемлемым атрибутом всех игр серии «F.E.A.R.», как заявил в интервью Лукас Майерс.
Начиная с этого момента, Фокстрот-813 идёт к пункту назначения через различные участки разрушенного города, время от времени направляемый Феттелом, и сражается с армией клонов и людьми, а также с мутантами, сбежавшими из лабораторий корпорации «Армахем». Его путь проходит через этажи недостроенного небоскрёба, через остатки поваленного набок офисного здания, канализацию, заполненную мутантами, захваченные репликантами улицы. В процессе движения к своей цели степень разрушения города увеличивается, так как пункт назначения находится возле центра ядерного взрыва.
Во время похода Фокстрот трижды сталкивается с Альмой Уэйд, главным антагонистом серии F.E.A.R. Все 3 раза Альма атакует его различными способами.
Пункт назначения находится возле центра ядерного взрыва, на дне кратера. Непосредственно возле самого пункта назначения Фокстрот-813 снова попадает в режим дополненной реальности и сражается с призрачными солдатами Реплики. Уничтожив их, он попадает в комнату, в которой находится сам Пакстон Феттел. Феттел говорит ему, что мечтал об этом моменте, после чего снимает с Фокстрота боевой шлем. Оказывается, что Фокстрот является клоном Феттела. Как только шлем снят, Феттел переносит своё сознание в тело Фокстрота, и уже как материальное существо произносит, что он «возродился».

### Последующие события
Как и «F.E.A.R. Perseus Mandate» и «F.E.A.R. Extraction Point», сюжетные события «Reborn», очевидно, не считаются каноничными в серии «F.E.A.R.» и связующими между собой первую и третью части — в «F.E.A.R 3» Феттел вновь появляется как призрак, не имеющий материальной оболочки.

### Эпизоды
- Клон;
- Контакт;
- Побег;
- Управление;
- Воскрешение.

## Пасхальные яйца
В «F.E.A.R. 2: Reborn» присутствует несколько пасхальных яиц.
- На начале второго уровня, когда протагонист приходит в командный пункт Сигма, его задачей является запуск радио. Если не сделать этого сразу, то можно стать свидетелем «наказания дезертиров». Через несколько минут Фокстрот 508, один из солдат-клонов, охраняющих пост Сигма, начнет разговор с Фокстрот Лидером поста, а после и с куратором военной группировки Реплики. В конце разговора Фокстрот Лидер выстрелит в 508-го в упор из дробовика за прямое нарушение субординации.[30]
- На одном из уровней игры, проходя через разрушенное здание, присутствует телевизор, включив который, можно увидеть часть видеоролика «Miniature Replica Soldier», являющегося трейлером к первому DLC для F.E.A.R. 2 — «Toy Soldiers» (с англ. — «Игрушечные солдатики»). Если игрок включит данный телевизор, то откроется соответствующая награда. 20 августа, ещё до выхода «F.E.A.R. 2: Reborn», Лукас Майерс в интервью сайту GameZone намекнул об этом пасхальном яйце: «Я скажу, что где-то в кампании спрятана отсылка к „Miniature Replica Soldier“».[13]

## Игровой движок
| Системные требования | Системные требования                                                                          | Системные требования                                                                                           |
| -------------------- | --------------------------------------------------------------------------------------------- | --- |
|                      | Минимальные                                                                                   | Рекомендуемые                                                                                                  |
| Microsoft Windows    |                                                                                               | |
| ОС                   | Windows XP SP2/Vista SP1                                                                      | Windows XP SP3/Vista SP1                                                                                       |
| ЦПУ                  | P4 2.8GHz (3.2GHz для Vista)/Athlon 64 3000+ (3200+ для Vista)                                | Семейство процессоров Core 2 Duo с частотой 2,2GHz/Athlon 64 X2 4400+ (необходимо для мультиплеерного сервера) |
| Объём ОЗУ            | 1 Гб (1,5 Гб для Vista)                                                                       | 1,5 Гб |
| Место на диске       | 12 Гб свободного дискового пространства                                                       | 12 Гб свободного дискового пространства                                                                        |
| Видеокарта           | Полностью D3D9-совместимая видеокарта с 256MB видеопамяти и SM 2.0b: NVIDIA 6800 или ATI X700 | Полностью D3D9-совместимая видеокарта с 512MB и SM 3.0: NVidia 8600 GTS или ATI HD 2900 XT                     |
| Звуковая плата       | DX9.0c-совместимая                                                                            | DX9.0c-совместимая                                                                                             |
| Сеть                 | широкополосное Интернет-соединение                                                            | широкополосное Интернет-соединение (для сетевой игры с 16 игроками требуется скорость отдачи 768 кбит/сек)     |

«F.E.A.R. 2: Reborn» использует последнюю на момент своего выхода версию игрового движка Lithtech Jupiter Extended, ту же самую версию, которая использовалась в оригинале «F.E.A.R. 2: Project Origin». Эта версия движка «Jupiter Extended» является мультиплатформенным продуктом, поддерживающим IBM PC-совместимые персональные компьютеры под управлением операционной системы Microsoft Windows и игровые приставки (консоли) седьмого поколения Microsoft Xbox 360 и Sony PlayStation 3. Движок поддерживает широкий набор постэффектов и фильтров, которые используются для создания эффекта «затуманивания» сознания, реализации режима дополненной реальности, имитации различных психических состояний у героя игры и т. д.

## Отзывы прессы
| Сводный рейтинг       | Сводный рейтинг  |
| Агрегатор             | Оценка           |
| --------------------- | ---------------- |
| GameRankings          | 60 % (3 обзора)  |
| Metacritic            | 57 % (5 обзоров) |
| Иноязычные издания    |                  |
| Издание               | Оценка           |
| Eurogamer             | 6/10             |
| GameSpot              | 6/10             |
| GameZone              | 6/10             |
| PC Gamer (UK)         | 66 %             |
| 3DJuegos              | 5,6/10           |
| MeriStation           | 50 %             |
| Русскоязычные издания |                  |
| Издание               | Оценка           |
| Absolute Games        | 39 %             |
| «Игромания»           | 8/10             |
| «ЛКИ»                 | 55 %             |
| «НИМ»                 | 7,9/10           |

Один из самых авторитетных и популярных игровых ресурсов, англоязычный сайт GameSpot написал довольно нейтральную рецензию и поставил игре оценку в 6 баллов из 10 со статусом «fair». Довольно положительно был описан сюжет игры, а также некоторые особенно «жаркие» стычки с врагами. Рецензенты положительно отозвались о начальном этапе игры, когда игрок управляет роботом, а также бои с мутантами. В целом был довольно положительно описан дизайн уровней общий геймплей игры, его высокая интенсивность, хотя были отмечены и недостатки. Основным негативом игры журналисты назвали слишком короткую продолжительность кампании и впоследствии этого слишком завышенную цену. «„Reborn“ удобно располагается во франшизе „F.E.A.R.“, но он не оживляет её. <…> Его цена завышена по сравнению с тем, что вы получаете», — подытожили журналисты.
Популярный европейский игровой сайт Eurogamer написал довольно нейтральную рецензию и поставил игре оценку в 6 баллов из 10, что больше, чем 5 баллов, которые получила оригинальная «F.E.A.R. 2: Project Origin». Геймплей и дизайн уровней были описаны довольно положительно, хотя и были замечены недостатки. С одной стороны, журналисты заявляют, что «как таковой, „Reborn“ по существу представляет собой список узнаваемых из F.E.A.R. 2 моментов и локаций». Вместе с тем положительно был описан момент в накренившемся небоскрёбе. Вторым запоминающимся моментом была названа ситуация, когда игрок попадает в фанерный лабиринт и сражается с тяжелобронированными солдатами Реплики. «„Reborn“ явно показывает стремление Monolith максимально выжать все преимущества из системы геймплея, которую она создала», — заявили обозреватели. Положительно было оценено увеличение сложности, которое заставляет игрока в некоторые моменты довольно сильно нервничать. Ещё журналистам понравилось то, как долго и качественно Monolith обеспечивает поддержку «F.E.A.R. 2» дополнительными материалами. Обозреватели заявили, что «Reborn», хотя и наследует лучшие геймплейные особенности серии («Reborn предоставляет конденсированный и дистиллированный геймплей F.E.A.R.»), но не привносит в неё ничего нового. Сюжет банальный и примитивный, а продолжительность игры слишком низкая. «Вы не упустите ничего важного, если не поиграете в „Reborn“. Но если вы в него сыграете, то получите два часа приятного и непрерывного кровавого наслаждения», — так в итоге описали игру рецензенты.
Англоязычный игровой сайт GameZone написал довольно нейтральную рецензию на «Reborn» и поставил игре оценку в 6 баллов из 10. В геймплее, который отдельно был оценен в 6,5 баллов, были описаны как положительные, так и отрицательные стороны. К положительным сторонам были отнесены довольно высокая интенсивность и разнообразность геймплея, а к отрицательным — линейность и недолговечность. Графика, получившая 8 баллов, была описана как достаточно хорошая, хотя и не привнёсшая ничего нового по сравнению с оригиналом. Звуковая составляющая, которая не претерпела изменений по сравнению с оригиналом, получила 8 баллов. Сюжет игры был довольно хорошо оценён, рецензентам понравилось как общее развитие событий, так и «захватывающее» окончание. Вместе с тем было отмечено, что сюжет полностью линеен и это не стимулирует игроков к перепрохождению игры. Самым главным недостатком была названа чересчур малая продолжительность кампании и слишком завышенная цена «Reborn». Именно это и повлияло на довольно посредственную общую оценку игры: «„Reborn“ предоставляет цельные игровые ощущения, родственные таковым из других игр серии. Но цена в 800 MS Points ($10) за два часа игры определённо подойдёт только для самых хардкорных фанатов F.E.A.R.».
BigDownload, крупный портал программного обеспечения, включая компьютерные игры, в своей рецензии довольно нейтрально перечислил недостатки и преимущества игры. Рецензенты отметили, что геймплей «Reborn» наследует геймплей предыдущих игр серии, не привнося ничего нового, однако он «подаётся» игроку в максимально «дистиллированной» форме, показывая все свои преимущества. Также положительно были отмечены увеличившаяся сложность и новый многопользовательский режим. К отрицательным сторонам были причислены слишком краткая кампания, слабый сюжет и завышенная цена.
Популярный российский журнал «Игромания» довольно хорошо оценил игру и поставил ей 8 баллов из 10 возможных со статусом «Отлично». Журналисты заявили, что «Reborn» воплощает в себе всё лучшее из самой первой игры серии «F.E.A.R.» 2005 года выпуска и «F.E.A.R. 2: Project Origin». Положительно было описано изменение геймплея, которое было достигнуто заметно улучшенным игровым ИИ врагов и соответственно увеличившейся сложностью игры. Довольно положительно были оценены уровни, которые стали разнообразнее и интереснее. Итоговый отзыв очень положительный, обозреватели сожалеют лишь о краткости кампании. Рецензенты выдали оценки основным составляющим игры по десятибалльной шкале: геймплей был оценен в 9 баллов, графика, звук и музыка — в 7, а интерфейс и управление — в 8. Оправданность ожиданий к игре была оценена в 100 %, а итоговый вердикт следующий: «Идеальный F.E.A.R. продолжительностью в два часа. Надеемся, что это была только разминка перед более серьёзным дополнением».
Старейший русскоязычный игровой сайт Absolute Games написал рецензию на «Reborn» 22 апреля 2010 года, больше чем через полгода после её выпуска. Игра была отрицательно оценена — она получила оценку в 39 % из 100 % возможных со статусом «плохо». Отрицательной критике были подвергнуты все основные составляющие игры: очень малое время прохождения кампании, отсутствие ярких моментов (за исключением некоторых ситуаций), низкая сложность прохождения игры, неинтересный и неоригинальный дизайн уровней, плохая графика, очень плохой сюжет («Скомканная история, утрамбованная в два ролика (вступительный и финальный), не подкреплена ни аудиопосланиями, ни обрывками дневников.»), плохая хоррор-составляющая. «Ни дать ни взять — дешёвый бессюжетный боевичок, слепленный из остатков F.E.A.R. 2.», — так в общем описали игру журналисты. Вместе с этим было высказано предположение, что цель «Reborn» состоит в заполнении сюжетной бреши между «F.E.A.R. 2: Project Origin» и «F.E.A.R. 3»: воскрешение Пакстона Феттела необходимо для того, чтобы он появился в «F.E.A.R. 3».
Журнал «Лучшие компьютерные игры» написал довольно особенную, по сравнению с другими обозревателями, рецензию на игру и оценил её в 55 %. Самой большой проблемой «Reborn» была названа её слишком короткая продолжительность. Сюжет был назван невнятным, заштампованным и предсказуемым. Кроме сюжета, рецензенты отрицательно отозвались об атмосфере игры и заявили, что разработчики её «потеряли», так как игра по сравнению с оригиналом не вызывает никаких эмоций: «Ни страха, ни интереса, ничего». О дизайне уровней, как и о геймплее, журналисты «ЛКИ», в отличие от большинства других рецензентов, отозвались плохо. Изменение HUD’а также было названо неудачным. Вместе с тем графика была названа «очень симпатичной», довольно положительно была оценена и внутриигровая музыка, которая была названа «пугающей». Вердикт: «Довольно неоднозначный проект, который, с одной стороны, вроде бы остался „на уровне“, а с другой — потерял часть шарма. К тому же час — это слишком мало».
Журнал «Навигатор игрового мира» написал мини-рецензию на игру и выставил ей 7,9 баллов из 10. Были положительно оценены увеличившаяся сложность игры по сравнению с оригиналом, более интенсивный геймплей и разнообразный дизайн. С другой стороны, сюжет, по сравнению с оригиналом, был оценен как более простой.
Сайт GameTech, являющийся дочерним проектом iXBT.com, в своей рецензии на «Reborn» довольно хорошо отозвался о игре. Положительно было отмечено существенное улучшение игрового ИИ ботов, которые более активно передвигаются и более агрессивно атакуют. Также журналисты отметили и похвалили изменённый дизайн уровней: уровни в «Reborn» сделаны значительно более свободными и просторными, чем в оригинале. В итоге, улучшение интеллекта врагов и редизайн уровней частично изменили сам геймплей игры, сделав его насыщеннее, разнообразнее, а главное — намного сложнее. Журналисты приятно отозвались о заметно возросшей сложности игры: «…в процессе перестрелок уже не чувствуешь себя „последним героем боевика“. Замедление времени — не просто приятная суперсила, а необходимое средство борьбы за выживание! <…> сложность противостояний заметно возросла». Положительно был отмечен художественный дизайн уровней и их разнообразие, что не даёт игроку скучать на протяжении всей игры. Изменённый по сравнению с оригиналом интерфейс тоже получил одобрение. К недостаткам были причислены «мутная сюжетная линия», несколько неудачных моментов, устаревший подход к моделированию уровней и оружия, а также очень короткая продолжительность кампании. Тем не менее, вердикт журналистов положительный: «Дополнение Reborn вышло очень непродолжительным (его можно пробежать всего за пару часов), но очень разнообразное, интересное и, наконец-то, реализующее заложенный в F.E.A.R.2 потенциал. Все то, чего мы не дополучили во второй части, здесь есть — это ли не счастье?»
Сайт StopGame.ru в своём обзоре довольно отрицательно оценил игру. По четырёхбальной оценке игра получила два балла со статусом «Проходняк». «Если говорить начистоту, то назвать Reborn полноценной добавкой язык не поворачивается», — заявили обозреватели. Положительно был описан весьма активный стиль игры, который разработчики сумели продержать от начала до конца. Также положительно были оценены некоторые игровые ситуации и дизайнерские моменты, в первую очередь — переход по завалившемуся набок небоскрёбу. Положительно была отмечена увеличившаяся сложность игры и «поумневшие» враги. Однако рецензенты описали и недостатки, главный из которых — полное отсутствие новизны. Все элементы, геймдизайнерские приёмы и особенности «Reborn» были без изменения перенесены из «F.E.A.R. 2: Project Origin», что было оценено как недостаток. Ещё одним минусом была названа слишком большая скоротечность игры. «Игра придется по душе лишь тем, кому не хватило стрельбы в Project Origin, хотя, вроде бы, её и там было с избытком. F.E.A.R. 2: Reborn не получается воспринимать всерьез», — подытожили рецензенты.
Сайт «gameway.com.ua» поставил игре оценку в 2,5 балла из пяти возможных со статусом «Плохо». Очень отрицательно рецензенты оценили очень малую продолжительность кампании. Сюжет был описан как «линейный и предсказуемый, как рельсы». «Линейным и примитивным» был назван и геймплей: «Reborn же продает стандартные, ничем не выдающиеся уровни и ситуации, не вызывающие практически никаких эмоций». Дизайнерские элементы и ситуации обозреватели описали как скучные, «заштампованные», виденные в предыдущих играх серии и потому неинтересные. Единственный дизайнерский момент, о котором очень положительно отозвались журналисты — это переход по завалившемуся набок небоскрёбу. Хоррор-составляющая игры была описана как скучная и абсолютно не пугающая. Итог отрицательный: «…впечатления от мини-аддона F.E.A.R. 2: Reborn можно охарактеризовать словами: мало, скучно, вторично и сумбурно».